# Tilney All Saints
Tilney All Saints är en civil parish i Storbritannien.   Den ligger i grevskapet Norfolk och riksdelen England, i den sydöstra delen av landet, 140 km norr om huvudstaden London. Antalet invånare är 563. Arean är 11,6 kvadratkilometer.
Terrängen i Tilney All Saints är mycket platt.